# Sơn Âm
Sơn Âm (chữ Hán giản thể: 山阴县, âm Hán Việt: Sơn Âm huyện) là một huyện thuộc địa cấp thị Sóc Châu, tỉnh Sơn Tây, Cộng hòa Nhân dân Trung Hoa. Huyện Sơn Âm có dân số 220.000 người, diện tích 1.652 km², được chia ra thành 4 trấn, 17 hương. 
- Trấn: Đai Diêu, Sơ Âm, Ngọc Tỉnh, Bắc Điều Trang.
- Hương: Nê Hà, Mã Doanh Trang, Ngô Mã Doanh, Uyển Gia Tân Trang, Tiết 圐圙, An Vinh, Thiên Lĩnh, Trương Gia Trang, Cam Trang, Sử Gia Truân, Đống Ngưu Pha, Hạ Lạt Bá, Đai Diêu, Hậu Sở, Hắc Khất Tháp, Hợp Thịnh Bảo, Mã Doanh.